# Pastorzy demokraci
Pastorzy demokraci – po II wojnie światowej jedna z dwóch (obok grupy pastorów konserwatywnych) zwalczających się frakcji w łonie Kościoła Metodystycznego w Polsce (obecnie: Kościół Ewangelicko-Metodystyczny), której celem było przejęcie władzy w Kościele. W przeciwieństwie do grupy konserwatywnej (zwanej „grupą komitetową”), opornej wobec wpływów władz partyjno-państwowych, pastorzy patrioci wspierali działania władz Polski Ludowej. Grupa ta była odpowiednikiem księży patriotów w polskim Kościele katolickim.
Frakcja pastorów demokratów powstała w roku 1949. Na jej czele stał ks. Marian Lubecki. Służba Bezpieczeństwa w środowisku pastorów demokratów werbowała swoich informatorów. W roku 1952 już same struktury sekcji trzecich wojewódzkich UBP rejestrowały kilkunastu informatorów.
Pastorzy demokraci w kazaniach deklarowali całkowitą lojalność wobec władzy i partii oraz propagowali ją wśród swoich wiernych. Mogli swobodnie prowadzić działalność w innych częściach kraju niż Mazury, gdzie władze wspierały Kościół Ewangelicko-Augsburski jako ten, który może przyczynić się do akcji repolonizacyjnej miejscowej ludności. Jednym ze sposobów działania pastorów demokratów było zwalczanie Kościoła rzymskokatolickiego poprzez walkę z nim na łamach „Pielgrzyma Polskiego”, organu prasowego Kościoła Metodystycznego. Byli oni jednak zaledwie tolerowani przez komunistyczne władze, które nie zdecydowały się wynieść któregoś z „pastorów demokratów” do władzy w Kościele metodystycznym. Władze państwowe uważały Kościół Metodystyczny za niepotrzebny na mapie wyznaniowej Polski i w roku 1953 rozważały jego likwidację. Z tego względu zarówno grupę pastorów patriotów, jak i tę konserwatywną określały mianem „kliki metodystycznej”.